# Giovanni Giacomazzi
Giovanni Giacomazzi (ur. 18 stycznia 1928  – zm. 12 grudnia 1995) – włoski piłkarz. Zawodnik takich klubów jak: Inter Mediolan, UC Sampdoria. Reprezentant Włoch. Uczestnik mistrzostw świata 1954.